# نيت دير
نيت دير (بالإنجليزية: Nate Dwyer)‏ هو لاعب كرة قدم أمريكية أمريكي، ولد في 30 سبتمبر 1978.